# Ringland
Ringland – wieś w Anglii, w hrabstwie Norfolk, w dystrykcie Broadland. Leży 11 km na północny zachód od Norwich i 158 km na północny wschód od Londynu. W 2001 miejscowość liczyła 217 mieszkańców.